# Kevin Rivera
Pour les articles homonymes, voir Rivera.
Rivera  Serrano est un nom espagnol. Le premier nom de famille, en général paternel, est Rivera ; le second, en général maternel, souvent omis, est Serrano.
Kevin Manuel Rivera Serrano (né le 28 juin 1998 à Cartago) est un coureur cycliste costaricien.

## Biographie
Au début de 2017, l'équipe Androni Giocattoli officialise son arrivée dans l'équipe pour un contrat de quatre ans. À la suite de sa victoire lors du Trofeo Città di Notaresco 2016 en Italie, le manager Gianni Savio lui a fait réaliser des tests physiologiques dans un centre spécialisé avec Michele Bartoli. Après les résultats, Bartoli affirme qu'il n'a jamais vu un coureur avec une aussi grande capacité pulmonaire,. Il fait ses débuts professionnels dès le mois de janvier au Tour du Táchira.

## Palmarès sur route

### Par année
- 2016
  - Prologue (contre-la-montre par équipes) et 3e étape du Tour du Costa Rica espoirs
  - 3e du Tour du Costa Rica espoirs
  - 3e du championnat du Costa Rica du contre-la-montre juniors
- 2017
  - Tour de Chine II :
    - Classement général
    - 1re étape
- 2018
  - 7e étape du Tour du Táchira
- 2019
  - Tour du Sibiu : 
    - Classement général
    - 2e étape

  - 3e étape du Tour de Chine II
  - 2e du Tour de Chine II
- 2020
  - 6e et 7e étapes du Tour du Táchira
  - 4e étape du Tour de Langkawi
  - 3e du Tour du Táchira
- 2022
  - 4e étape du Tour du Panama
  - 3e étape de la Vuelta a San Carlos
  - 4e étape du Tour du Costa Rica
- 2023
  - Vuelta al Norte :
    - Classement général
    - 2e étape

  - 5e étape du Tour du Costa Rica
  - 2e du Tour du Costa Rica

### Classements mondiaux
| Année                                 | 2017 | 2018  | 2019 | 2020 | 2021 | 2022 | 2023  |
| ------------------------------------- | ---- | ----- | ---- | ---- | ---- | ---- | ----- |
| Classement mondial                    | 516e | 2055e | 272e | 551e | nc   | nc   | 1567e |
| UCI Asia Tour                         | 41e  | 570e  |      |      |      |      |       |
| UCI America Tour                      | nc   | 292e  | 26e  | 38e  | nc   | nc   | nc    |
|                                       |      |       |      |      |      |      |       |
| Légende : nc = non classéSource : UCI |      |       |      |      |      |      |       |

## Palmarès en VTT

### Championnats panaméricains
- Catamarca-San Jeronimo Cusco 2016
  -  Médaillé de bronze du cross-country juniors